# Gaspar Requena el Joven

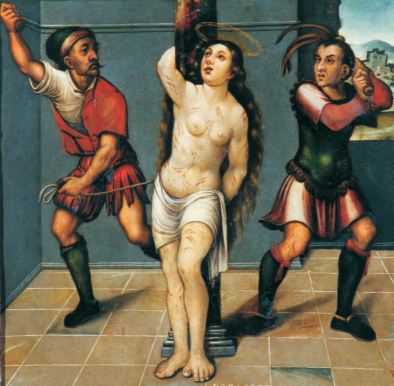
Flagelación de Santa Bárbara, Játiva, Museo de l'Almodi.

Gaspar Requena "el Joven"  (ca. 1530 - ca. 1603) fue un pintor renacentista activo en Valencia. Miembro de una familia de pintores, su padre fue el también pintor Gaspar Requena el Viejo. 
Nacido hacia 1530, se le documenta en Játiva en 1559 con motivo del bautizo de una hija, que recibió el nombre de Isabel como su madre. Una segunda hija, Ana Dorotea, nació en 1562 y la tercera, Jerónima Eugenia, podría haberlo hecho ya en Valencia en fecha desconocida. En segundas nupcias casó con Eufemia Zapata y tuvo un hijo, Miguel, que le ayudó en labores de dorado y policromado. Desde 1569 se le documenta trabajando para el patriarca Juan de Ribera en su finca de recreo en Alboraya. Más tarde también se le encargaron labores menores en el palacio de la Generalidad. El último trabajo documentado, de 1602, es el dorado del retablo mayor del colegio del Patriarca.
La identificación de una miniatura pintada por él en el Llibre de la luminaria del Santíssim. Sacrament que comença l’any 1561 i acaba en 1644, del Archivo Histórico de la Colegiata de Játiva, ha permitido relacionar su estilo con el del maestro anónimo llamado por Benito Domenech Discípulo joanesco de Montesa, autor del retablo de San Sebastián, San Fabián y San Roque de la iglesia parroquial de Montesa, fechado en 1559, y de un número relativamente abundante de obras relacionadas con él. Entre estas, el retablo de la parroquial de Vallada, con la misma advocación del retablo de Montesa, las tablas del retablo de la ermita de San José y Santa Bárbara, conservadas en el museo de l’Almodi de Játiva, o las del retablo de Santiago del Museo parroquial de Bocairente, que pudieran haber salido de la mano de Gaspar Requena o de su prolífico taller, en el que colaboraron sus hijos Miguel y Jerónima Eugenia, y su yerno, Pedro Mateu, casado en 1573 con esta última, quien tras enviudar hacia 1604 se hizo cargo del taller.